# Gränön
Gränön är en ö i Stockholms skärgård och ett fritidshusområde norr om Smådalarö i Haninge kommun. Ön var 2010 bebyggd med 79 fritidshus över 41 hektar, vilket inkluderar nästan hela ön. SCB har avgränsat ett fritidshusområde här sedan år 2000, när begreppet introducerades.